# Bille August

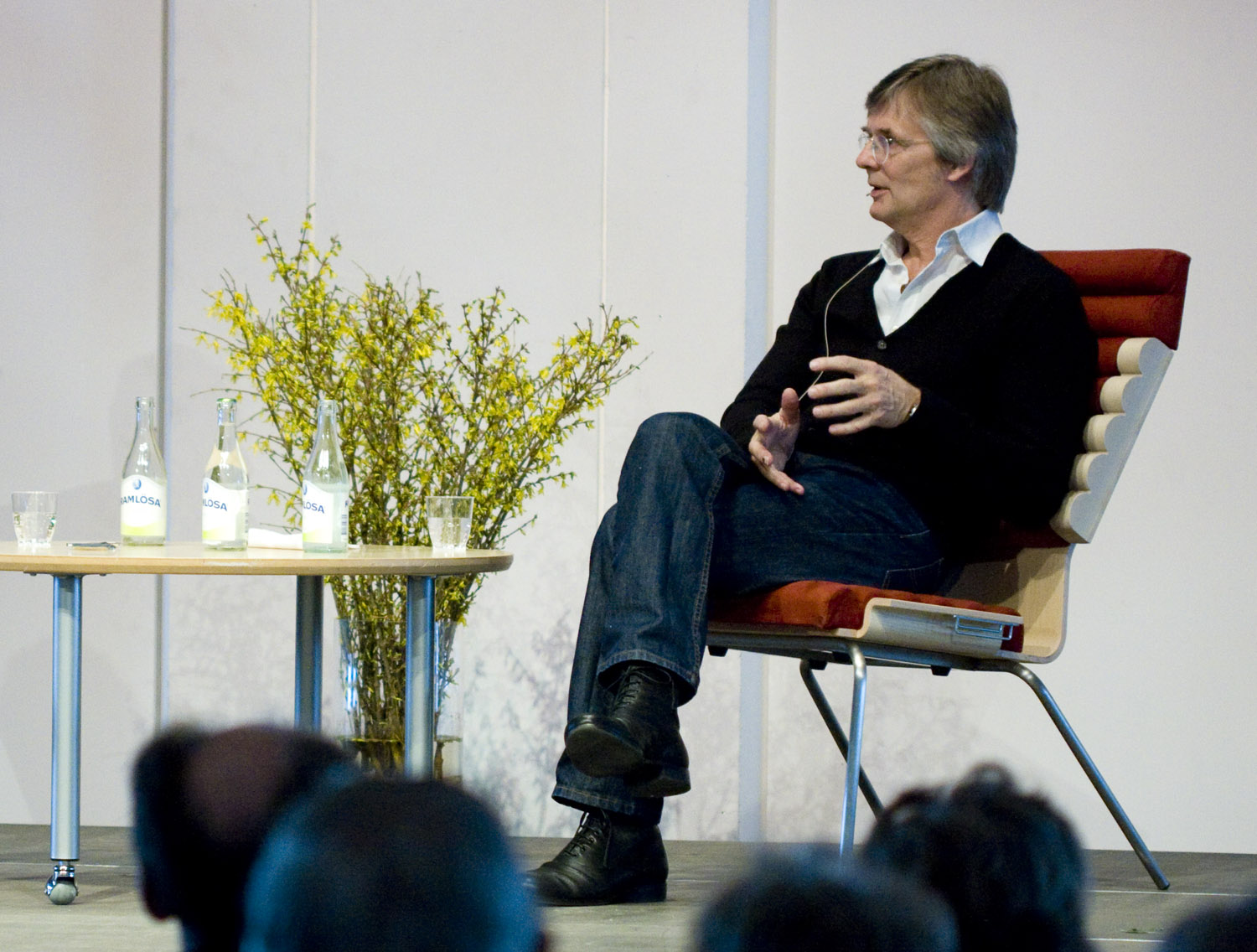
Bille August 2008.

Bille August, född 9 november 1948 i Brede nära Köpenhamn, är en dansk regissör, filmfotograf och manusförfattare. 1988 vann han Oscar för bästa utländska film, för sin Pelle Erövraren (1987).

## Biografi
Bille August började sin karriär som fotograf/filmfotograf, bland annat för ett antal svenska filmer under 1970- och 80-talen som exempelvis Jörn Donners Män kan inte våldtas (1978) och den internationella Gräset sjunger (1981), innan han i Danmark debuterade som regissör med Honungsmåne (1978). Han studerade på Christer Strömholms fotoskola 1967 och vid Danska Filmskolans filmfotograflinje 1971–73. Han har till stora delar varit verksam i Sverige genom åren.
Som en av Danmarks i dag mest internationellt kända och verksamma regissörer har han vunnit uppmärksamhet för regin av Pelle Erövraren (1987) och Ingmar Bergmans TV-serie Den goda viljan (1991), vilka öppnade vägen för internationella filmer som Andarnas hus (1993), Jerusalem (1996), Fröken Smillas känsla för snö (1997) och Les Misérables (1998). 1992 vann han Guldpalmen vid Cannes Filmfestival för Bästa film med Den goda viljan, och för Pelle Erövraren vann han bland annat Golden Globe och Oscar för bästa utländska film.
Den 23 september 2011 tillkännagav Bille August att han flyttar större delen av sin verksamhet till Hangzhou i Kina, där han blir Konstnärlig chef/Art Director för det 2010 startade film- och mediabolaget Tianpeng Media, som hittills producerat två långfilmer. I egenskap av utländsk filmregissör har han också inbjudits av regionledningen i Hangzhou att fungera som en "kulturkonsult" för regionen.

## Familj
August har varit gift fyra gånger och har åtta barn. Hans första äktenskap var med Annie Munksgård Lauritzen som han fick sonen Anders Frithiof August(en) (född 1978) med. Därefter var han gift med skådespelaren Masja Dessau(da) som han fick sonen Adam August(da) (född 1983). Båda sönerna är manusförfattare.
Mellan 1991 och 1997 var han gift den svenska skådespelaren och regissören Pernilla August, som han samarbetade med i Den goda viljan. Tillsammans har de döttrarna Asta Kamma August (född 1991) och Alba August (född 1993) som båda är skådespelare.
Efter 10 år tillsammans gifte han sig 2012 med skådespelaren Sara-Marie Maltha(da). Tillsammans har de tre barn: skådespelaren Amaryllis August (född 2003) samt ytterligare två barn födda 2005 respektive 2013.
August har även en dotter född 1969 från ett tidigare förhållande.

## Filmografi (urval)

### Som regissör
- 1978 – Honungsmåne
- 1980 – Världen är så stor, så stor (kortfilm)
- 1983 – Zappa
- 1984 – Tro, hopp och kärlek
- 1984 – Busters fantastiska värld
- 1987 – Pelle Erövraren
- 1991 – Den goda viljan
- 1993 – Andarnas hus
- 1996 – Jerusalem
- 1997 – Fröken Smillas känsla för snö
- 1998 – Les Misérables
- 2001 – En sång för Martin
- 2004 – Return to Sender
- 2007 – Farväl Bafana
- 2012 – Balladen om Marie Krøyer
- 2013 – Night Train to Lisbon

### Som fotograf
- 1978 – Män kan inte våldtas
- 1980 – Kärleken
- 1980 – Mördare! Mördare!
- 1981 – Gräset sjunger